# Travenbrück
Travenbrück er en by og kommune i det nordlige Tyskland, beliggende i Amt Bad Oldesloe-Land under Kreis Stormarn. Kreis Stormarn ligger i den sydøstlige del af delstaten Slesvig-Holsten.

## Geografi
Travenbrück ligger lige nordvest for Bad Oldesloe, ca. 35 km nordøst for Hamborg og 22 km vest for Lübeck. Motorvejen A21 går gennem kommunen. I kommunen ligger landsbyerne Neverstaven, Nütschau, Schlamersdorf, Sühlen, Tralau og Vinzier. Floden Trave løber gennem Travenbrück.